# Vermillion County
Das Vermillion County ist ein County im US-amerikanischen Bundesstaat Indiana. Im Jahr 2010 hatte das County 16.212 Einwohner und eine Bevölkerungsdichte von 24,4 Einwohnern pro Quadratkilometer. Der Verwaltungssitz (County Seat) ist Newport.

## Geografie
Das County liegt im Westen von Indiana am rechten Ufer des Wabash River und grenzt im Westen an Illinois. Es hat eine Fläche von 673 Quadratkilometern, wovon acht Quadratkilometer Wasserfläche sind. An das Vermillion County grenzen folgende Nachbarcountys:
|                                                     | Warren County |                              |
| Vermilion County (Illinois) Edgar County (Illinois) |               | Fountain County Parke County |
|                                                     | Vigo County   |                              |

## Geschichte
Das Vermillion County wurde am 2. Januar 1824 aus Teilen des Parke County gebildet. Benannt wurde es nach dem Vermilion River.

## Demografische Daten
Nach der Volkszählung im Jahr 2010 lebten im Vermillion County 16.212 Menschen in 6639 Haushalten. Die Bevölkerungsdichte betrug 24,4 Einwohner pro Quadratkilometer. In den 6639 Haushalten lebten statistisch je 2,39 Personen.
Ethnisch betrachtet setzte sich die Bevölkerung zusammen aus 98,3 Prozent Weißen, 0,4 Prozent Afroamerikanern, 0,3 Prozent amerikanischen Ureinwohnern, 0,2 Prozent Asiaten sowie aus anderen ethnischen Gruppen; 0,9 Prozent stammten von zwei oder mehr Ethnien ab. Unabhängig von der ethnischen Zugehörigkeit waren 1,0 Prozent der Bevölkerung spanischer oder lateinamerikanischer Abstammung.
22,9 Prozent der Bevölkerung waren unter 18 Jahre alt, 59,8 Prozent waren zwischen 18 und 64 und 17,3 Prozent waren 65 Jahre oder älter. 50,5 Prozent der Bevölkerung war weiblich.

Das jährliche Durchschnittseinkommen eines Haushalts lag bei 41.904 USD. Das Pro-Kopf-Einkommen betrug 22.178 USD. 14,7 Prozent der Einwohner lebten unterhalb der Armutsgrenze.

## Ortschaften im Vermillion County
City
- Clinton

Towns
| - Cayuga - Dana - Fairview Park | - Newport - Perrysville - Universal |

Unincorporated Communities
| - Alta - Blanford - Bono - Centenary - Crompton Hill - Easytown - Eugene | - Flat Iron - Gessie - Highland - Hillsdale - Jonestown - Klondyke - Libertyville | - Needmore - Quaker - Randall - Rhodes - Rileysburg - Saint Bernice - Sandytown | - Summit Grove - Syndicate - Tree Spring - West Clinton - West Dana |

## Gliederung

Townships im Vermillion County

Das Vermillion County ist in fünf Townships eingeteilt:
| Township            | Einwohner (2010) | FIPS     |
| ------------------- | ---------------- | -------- |
| Clinton Township    | 9119             | 18-13798 |
| Eugene Township     | 2025             | 18-21556 |
| Helt Township       | 2610             | 18-32962 |
| Highland Township   | 1534             | 18-33520 |
| Vermillion Township | 924              | 18-78794 |